# Блејн (Минесота)
Блејн (енгл. Blaine) град је у америчкој савезној држави Минесота.

## Демографија
По попису из 2010. године број становника је 57.186, што је 12.244 (27,2%) становника више него 2000. године.
| Група             | 2000.          | 2010.          |
| Белци             | 41.628 (92,6%) | 47.052 (82,3%) |
| Афроамериканци    | 387 (0,9%)     | 2.132 (3,7%)   |
| Азијати           | 1.142 (2,5%)   | 4.468 (7,8%)   |
| Хиспаноамериканци | 773 (1,7%)     | 1.842 (3,2%)   |
| Укупно            | 44.942         | 57.186         |